# Colón (khu tự quản)
Colón là một khu tự quản thuộc bang Zulia, Venezuela. Thủ phủ của khu tự quản Colón đóng tại San Carlos del Zulia. Khự tự quản Colón có diện tích 3368 km2, dân số theo điều tra dân số ngày 21 tháng 10 năm 2001 là 107821 người.